# Lizzy Schouten
Catherina Elisabeth "Lizzy" Schouten (1887-1967) foi uma pintora holandesa.

## Biografia
Schouten nasceu no dia 28 de abril de 1877, em Amsterdão. Ela estudou na Rijksakademie van beeldende kunsten (Academia Estadual de Belas Artes) em Amsterdão e os seus professores incluíam Carel Lodewijk Dake, Pieter Dupont, Bart van Hove e Nicolaas van der Waay. O seu trabalho foi incluído na exposição e venda de 1939 Onze Kunst van Heden (A Nossa Arte de Hoje) no Rijksmuseum em Amsterdão. Ela era um membro do Arti et Amicitiae, Kunstenaarsvereniging Sint Lucas, e o Kunstenaarsvereniging Laren-Blaricum.
Em 1910 Schouten casou-se com o artista Co Breman (1865-1938). Logo após o casamento, o casal passou dois anos na Itália. Schouten faleceu no dia 21 de outubro de 1967 em Laren, Holanda do Norte.